# Liste von Panzerspähwagen gemäß den Kennblättern fremden Geräts D 50/12

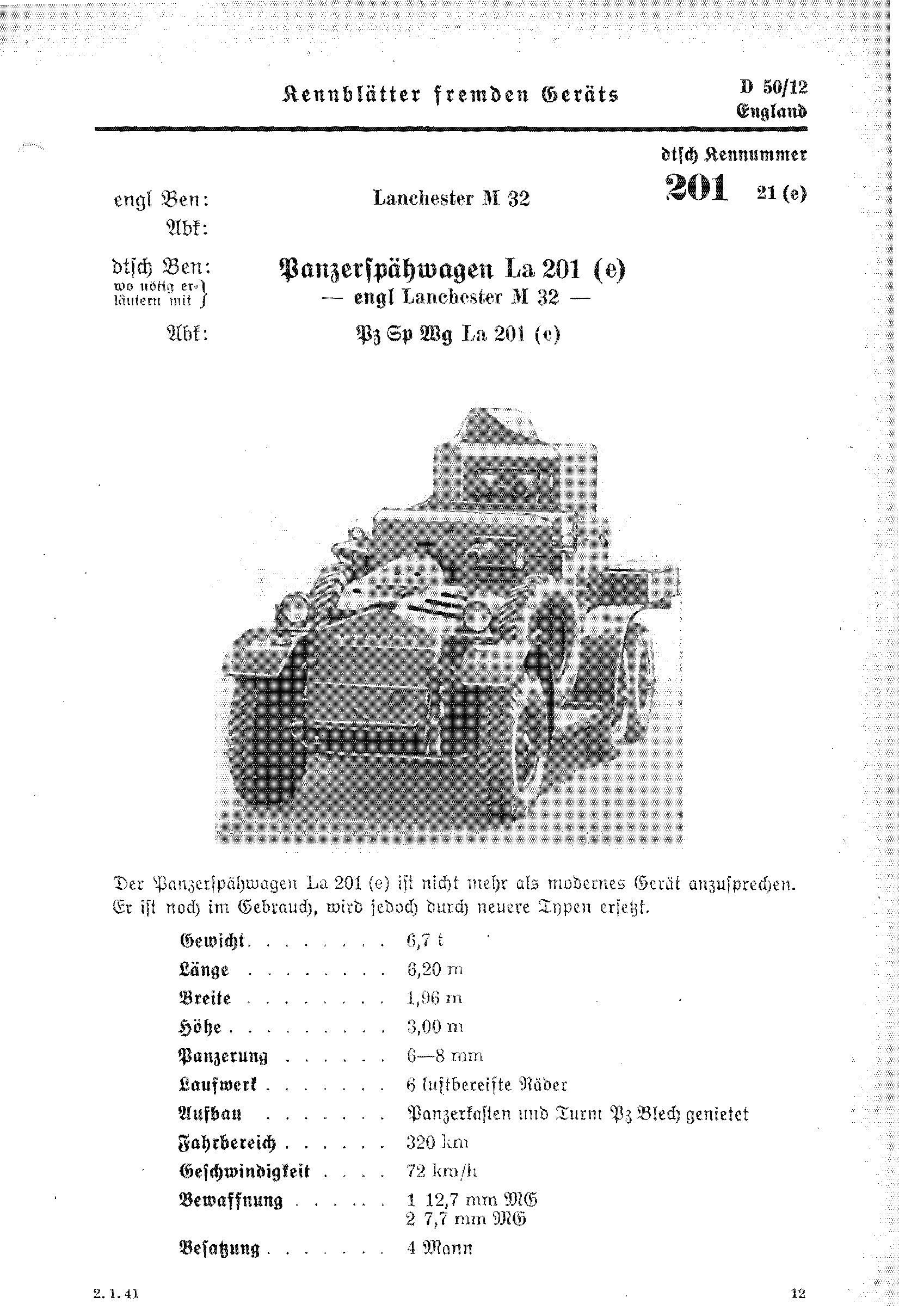
Kennblattbeispiel zu
D50/12 Nr 201 21 (e)

In dieser Liste von Panzerspähwagen gemäß den Kennblättern fremden Geräts D 50/12 werden Fremdgeräte vom Typ Panzerspähwagen aufgeführt, die vom Heereswaffenamt verzeichnet wurden.
Nachfolgend ein Überblick/Auszug zur offiziellen Dokumentation Kennblätter fremden Geräts D 50/12: Kraftfahrzeuge.

## Hinweise zur Liste
Aufbau der Tabelle
Untenstehende Tabelle führt folgenden Spalteninhalte:
- dtsch. Kennnr. (deutsche Kenn-Nummer), dies entspricht dem Originalindex in den Kopfzeilen der Kennblätter mit Kennnummer, Stoffgebietenummer und Beutezeichen.
- Abk. dtsch. Ben. (Abkürzung deutsche Benennung), Originalbezeichnung entnommen aus der fünften Zeile der Kennblätter.
- Landesbez. nach HWA (Heereswaffenamt), Originalangaben entnommen aus der ersten Zeile der Kennblätter.
- (Wikipedia-Artikel) Link zum Wikipedia-Artikel in runden Klammern in der zweiten Zeile unter Landesbez. nach HWA.
- Bild, eine Bildauswahl aus Wikipedia für dieses Objekt.
- Bemerkungen, Originalangaben entnommen aus den erweiterten Angaben der Kennblätter.

 Info: Die in der Tabelle angegebenen Originaleinträge sollen nicht geändert werden, weil diese den Angaben aus den Kennblättern entsprechen. Nach neuerem Forschungsstand sind teilweise Errata in den Kennblättern erkannt worden. Diese werden unten im Abschnitt Anmerkungen jeweils zur Kenn-Nummer erläutert. Die Wikilinks in den runden Klammern sollten das Lemma der entsprechenden Artikel in Wikipedia enthalten.

## Tabellarische Übersicht
| dtsch. Kennnr. | Abk. dtsch. Ben.         | Landesbez.nach HWA (Wikipedia-Artikel)                                | Bild | Bemerkungen                                                                                          |
| -------------- | ------------------------ | --------------------------------------------------------------------- | ---- | --- |
| 201 21 (a)     | Pz Sp Wg 201 (a)         | In D 50/12 keine Angabe (Tucker armored car)                          |      | nähere Angaben liegen nicht vor, sofortige Sicherstellung bei Auffindung                             |
| 201 21 (e)     | Pz Sp Wg La 201 (e)      | Lanchester M 32 (Lanchester 6×4-Panzerwagen)                          |      | wird durch neue Typen ersetzt                                                                        |
| 201 21 (f)     | Pz Sp Wg Wh 201 (f)      | A M D White-Laffly (AMD Laffly 50 AM)                                 |      | aus 1918 für Fernaufklärung, verschiedene Fahrgestelle                                               |
| 201 21 (h)     | Pz Sp Wg DAF 201 (h)     | DAF-Mitrailleurwagen (DAF M39)                                        |      | produziert bei Van Doorne’s Aanhangwagen- fabriek                                                    |
| 201 21 (i)     | Pz Sp Wg AB 40 (i)       | Autoblinda 40 (Autoblindo AB41)                                       |      | Bildet zusammen mit AB 41 die Hauptausstattung der italienischen Armee                               |
| 201 21 (i)     | Pz Sp Wg AB 41 (i)       | Autoblinda 41 (Autoblindo AB41)                                       |      | Bildet zusammen mit AB 40 die Hauptausstattung der italienischen Armee                               |
| 202 21 (e)     | l Pz Sp Wg Mk I 202 (e)  | Scout Car Mk I -Dingo- (Daimler Dingo)                                |      | l = leichter                                                                                         |
| 202 21 (f)     | Pz Sp Wg Laf 202 (f)     | A M D Laffly (AMD Laffly 80 AM)                                       |      | Fernaufklärer                                                                                        |
| 202 21 (h)     | Pz Sp Wg L 202 (h)       | in D 50/12 keine Angabe (Landsverk L180)                              |      | Erzeugnis der schwedischen Firma Landsverk                                                           |
| 202 21 (i)     | Pz Sp Wg Lince           | Autoblinda Lince (Lancia Autoblinda Lince)                            |      | Nachbau des englischen Scout Car MK I                                                                |
| 202 21 (r)     | Pz spvWg BA 202 (r)      | BA Bronieford (BA-20)                                                 |      | auf Ford-Fahrgestell russischer Fertigung                                                            |
| 203 21 (e)     | l Pz Sp Wg Str 203 (e)   | Straussler (Straussler armored car AC-2)                              |      | Versuchsgerät, sofortige Sicherstellung bei Auffindung                                               |
| 203 21 (f)     | Pz Sp Wg TOE 203 (f)     | AMD Panhard TOE (AMD Panhard TOE)                                     |      | aus 1930 für Fernaufklärung                                                                          |
| 203 21 (i)     | Pz Sp Wg AB 43           | Autoblinda 43 (Autoblindo AB41)                                       |      | erhöhte Motorleistung, breiterer und niedrigerer Turm als bei AB 40 und 41                           |
| 203 21 (r)     | Pz Sp Wg BAF 203 (r)     | BA Ford (BA-3 / BA-6 / BA-10)                                         |      | auf 6-Rad Ford-Fahrgestell                                                                           |
| 204 21 (e)     | l Pz Sp Wg Ir 204 (e)    | Armoured Reconnaissance Car Ironside Standard Beaverette              |      | vermutlich nur Heimatverteidigung                                                                    |
| 204 21 (f)     | Pz Sp Wg P 204 (f)       | A M D Panhard (Panhard 178)                                           |      | modernster französischer Fernaufklärer                                                               |
| 204 21 (r)     | Schw Pz Sp Wg F 204 (r)  | in D 50/12 keine Angabe (BA-10)                                       |      | Schwimm- Panzerspähwagen, wie Pz Sp Wg 203 (r) auf 6-Rad Ford-Fahrgestell                            |
| 205 21 (e)     | Pz Sp Wg Mo 205 (e)      | Armoured reconnaissance Car Morris (Morris CS9)                       |      | oben offener Turm                                                                                    |
| 206 21 (a)     | Pz Sp Wg M I Cu 206 (a)  | Six-Wheeled Armored Car Mk I (M1 Armored Car)                         |      | von der Firma James Cunningham Son u. Co., Rochester N.Y.                                            |
| 206 21 (e)     | Pz Sp Wg RR 206 (e)      | Armoured Reconnaissance Car Rolls-Royce (Rolls Royce-6×4-Panzerwagen) |      | nähere Angaben liegen nicht vor, sofortige Sicherstellung bei Auffindung                             |
| 207 21 (e)     | Pz Sp Wg Str 207 (e)     | Straussler (Alvis-Straussler Armoured Car)                            |      | Fernaufklärer für Kolönien, nähere Angaben liegen nicht vor, sofortige Sicherstellung bei Auffindung |
| 208 21 (a)     | Pz Sp Wg M 3 208 (a)     | Army Scout Car M 3 (Panzerspähwagen M3)                               |      | |
| 208 21 (e)     | Pz Sp Wg F 208 (e)       | Armoured reconnaissance car Ford                                      |      | hauptsächlich an der Afrikafront                                                                     |
| 209 21 (a)     | Pz Sp Wg M 3 A 1 209 (a) | Army scout Car M 3 A 1 (Panzerspähwagen M3)                           |      | verbesserter Pz Sp Wg M3 208 (a) mit mehr Raum und besserer Sitzanordnung                            |
| 209 21 (e)     | Pz Sp Wg G 209 (e)       | Guy Light Tank Wheeled Guy Armoured Car                               |      | Allradantrieb                                                                                        |
| 213 21 (a)     | Pz Sp Wg 213 (a)         | Trackless tank (Trackless tank FSA-OWI)                               |      | Versuchsfahrzeug, sofortige Sicherstellung bei Auffindung                                            |
| 401 21 (a)     | Pz Sp Wg T 7 401 (a)     | Army Half Track Armored Track T 7 (M3 (Halbkettenfahrzeug))           |      | sofortige Sicherstellung bei Auffindung                                                              |
| 401 21 (f)     | Pz Sp Wg Sch 401 (f)     | A M Schneider M 28 (M 29) (AMC Schneider P16)                         |      | Halbkettenfahrgestell                                                                                |
| 701 21 (b)     | Pz Sp Wg VCL 701 (b)     | Char léger (Vickers T-15)                                             |      | abgeänderter Vickers Carden Loyd Pz Kpfw Baujahr 1936, in England nicht eingeführt                   |
| 701 21 (f)     | Pz Sp Wg VM 701 (f)      | AMR Renault 1933 (VM) (AMR 33)                                        |      | Nahaufklärer                                                                                         |
| 701 21 (s)     | Pz Sp Wg VCL 701 (s)     | Info aus KennblNr 701 (b) (Light tank model T.15)                     |      | abgeänderter Turm                                                                                    |
| 702 21 (f)     | Pz Sp Wg ZT I 702 (f)    | AMR Renault 1935 (ZT) (AMR 35)                                        |      | Nahaufklärer, verbessertes Laufwerk mit Gummifederung                                                |
| 703 21 (f)     | Pz Sp Wg ZT II 703 (f)   | AMR Renault 1935 (ZT) (AMR 35)                                        |      | Nahaufklärer, Fortfall des Turm, Geschütz in der Stirnwand                                           |